# Пальстаб

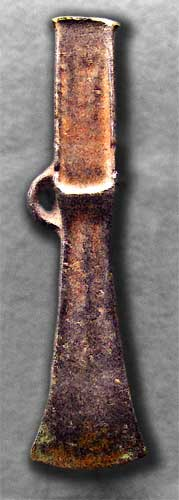
Пальстаб (без топорища)

Пальстаб (нід. Paalstav, від дав.-норв. Pall — мотика, заступ і stafr — палиця) — бронзова сокира з закраїнами, що була поширена на території Західної Європи в бронзовій добі
. Краї сокири (виступи в протилежному лезу частини) загорнуті для закріплення руків'я. Дерев'яне руків'я — колінчасте: частина його, затиснута між закраїнами, перпендикулярна до леза, а частина, що знаходилася в руці, паралельна йому. 
В бронзову добу виробництво пальстабів було розповсюдженим по всій Європі
. Пальстаб використовувався греками і римлянами до VI століття до н. е. Найдавніший малюнок пальстаба датується XII століттям до нової ери.